# Eidos Interactive
Eidos Interactive was een Brits computerspeluitgever. De bekendste titels zijn Tomb Raider, Commandos, Deus Ex, Hitman en Thief. In april 2009 werd het bedrijf gekocht door en geïntegreerd in Square Enix.
Eidos werd in 1990 opgericht en was oorspronkelijk gespecialiseerd in video compressie. In 1995 werd het Domark Software overgenomen, bekend van onder meer 3D Construction Kit, Championship Manager en Hard Drivin', en daarna ging Eidos zich op games richten. In 1996 werd ook de CentreGold-groep opgekocht, die bestond uit Core Design en U.S. Gold, en door Eidos werd ontmanteld en waarvan alleen de studio Core Design in haar bezit bleef.
Eidos had afdelingen gevestigd over de hele wereld: in de Verenigde Staten, Duitsland, Frankrijk, Australië en Japan.
In mei 2005 werd Eidos overgenomen door de Britse spelfabrikant SCi Entertainment voor 139 miljoen dollar (113 miljoen euro).
In februari 2009 kondigde Square Enix aan Eidos te willen overnemen voor 84,3 miljoen pond (94 miljoen euro). Sinds 22 april 2009 heeft Square Enix Eidos officieel overgenomen.

## Vestigingen

### Huidig
- Crystal Dynamics in Redwood City, Californië, opgericht in 1992, overgenomen in 1998.
- Eidos Montreal in Canada, opgericht in 2007.
- Beautiful Game Studios in Londen, Verenigd Koninkrijk, opgericht in 2003.
- Eidos Shanghai in China, opgericht in 2008.

### Gesloten
- Eidos Hungary in Hongarije, opgericht in 2005, gesloten in oktober 2009.
- Pivotal Games in Bath, Verenigd Koninkrijk, opgericht in maart 2000, overgenomen door SCi Entertainment op 29 september 2003, gesloten op 22 augustus 2008.
- Core Design in Derby, Verenigd Koninkrijk, opgericht in 1988, overgenomen door Eidos in 1996, gesloten op 11 mei 2006.
- Ion Storm Inc. in Texas, opgericht in 1996, overgenomen door Eidos in Juli 2001, gesloten op 9 februari 2005.